# Národní boxlakrosová liga
Národní boxlakrosová liga (NBLL) je nejvyšší česká lakrosová soutěž mužů a nejstarší boxlakrosová soutěž v Evropě. Probíhá od roku 1987 a organizuje ji Česká lakrosová unie (ČLU). Nejúspěšnějším týmem soutěže jsou LC Custodes Radotín, kteří získali titul dvaadvacetkrát a jsou též aktuálními šampiony.

## Formát soutěže
Soutěže se účastní devět týmů. Hrací systémem je „každý s každým“ dvoukolově, tj. každý účastník odehraje šestnáct utkání, z toho osm na domácím hřišti a osm na hřiště soupeře. Za výhru tým získává tři body, za výhru v prodloužení dva body, za prohru v prodloužení jeden, za prohru žádný. Od sezóny 2020 na základní část následuje tzv. Final four, ve kterém se v semifinále první tým základní části utkává s čtvrtým týmem základní části a druhý tým základní části se třetím týmem základní části o účast ve finále. Poslední tým základní části se utkává v baráži s vítězem Druhé boxlakrosové ligy o setrvání v soutěži.

## Historie soutěže

### 80. léta
Zakladateli, resp. prvními účastníky Národní boxlakrosové ligy v roce 1987 byly týmy TJ Malešice, LC Custodes Radotín, TJ Škoda Plzeň a dnes již neexistující klub SSM Kajetánka. První dva zmiňovaní jsou jediné dva týmy, které po celou dobu existence z tuzemské nejvyšší soutěže nikdy nesestoupily.

### 90. léta
V nadcházející dekádě se o prvenství v soutěži perou právě týmy z Malešic a Radotína, přičemž třetí místo zpravidla patří klubu z Plzně. V roce 1992 se liga rozrůstá na celkem 6 účastníků, když v téže době se na scéně objevuje nový vyzyvatel - SK Lacrosse Jižní Město. I nadále nicméně až do konce 90. let zůstávají hlavními aspiranty na titul TJ Malešice a LC Custodes Radotín, kteří si meze sebe až do začátku nového milénia rozdělují všechna prvenství, a to v poměru 9 ku 4.

### 2000 - 2009
Začátek nového tisíciletí je i zrodem nové rivality, kdy se novým vyzyvatelem zavedených pražských týmů stává SK Lacrosse Jižní Město. Svoji roli nového hegemona tým opakovaně potvrzuje, v letech 2000 - 2005 získává bez přerušení hned šest mistrovských titulů, kdy za sebou ve všech případech nechává LC Custodes Radotín. Od roku 2006 se však role obrací a je to naopak Radotín, který se raduje z výhry v soutěže a stříbrné medaile si odnáší celek z Jižního Města. V roce 2004 se NBLL rozděluje na Národní boxlakrosovou ligu a Druhou boxlakrosovou ligu.

### 2010 - 2019
Druhá dekáda nového milénia se vyznačuje naprostou dominancí LC Custodes Radotín, kterým se daří dále natahovat vítěznou sérii. Od roku 2005 na základní část navazuje play-off. Rozrůstá se i počet účastníků, když v roce 2009 se NBLL poprvé rozšiřuje i do zahraničí - k soutěži se připojuje slovenský šampion Bats Bratislava Lacrosse. Do pozice divácky nejatraktivnějšího zápasu se pasuje pražské derby mezi LC Custodes Radotín a SK Lacrosse Jižní Město, ve kterém zpravidla ve vyřazovací části nebývá nouze o vypjaté momenty.

### 2020 -
Ve třetí dekádě sice pokračuje sběr mistrovských titulů radotínských, když však dochází k narušení jejich vítězné série. V roce 2022 se z prvenství raduje další radotínský klub LCC Wolves, když dosavadní hegemon po semifinálovém vyřazení končí až mimo medailové pozice. Soutěž současně díky účasti zahraničních celků nabývá na popularitě a divácké atraktivitě.    

## Přehled vítězů jednotlivých ročníků
| Ročník  | Zlato                   | Stříbro                     | Bronz                       |
| ------- | ----------------------- | --------------------------- | --------------------------- |
| 1987    | TJ Malešice             | LC Custodes Radotín         | TJ Škoda Plzeň              |
| 1987/88 | LC Custodes Radotín     | TJ Malešice                 | TJ Škoda Plzeň              |
| 1988/89 | TJ Malešice             | LC Custodes Radotín         | TJ Škoda Plzeň              |
| 1989/90 | TJ Malešice             | LC Custodes Radotín         | TJ Škoda Plzeň              |
| 1990    | TJ Malešice             | TJ Zahradnické závody Plzeň | LC Custodes Radotín         |
| 1991    | LC Custodes Radotín     | TJ Malešice                 | TJ Zahradnické závody Plzeň |
| 1992    | LC Custodes Radotín     | TJ Malešice                 | TJ Škoda Plzeň              |
| 1993    | TJ Malešice             | SK Lacrosse Jižní Město     | LC Custodes Radotín         |
| 1994    | TJ Malešice             | TJ Škoda Plzeň              | LC Custodes Radotín         |
| 1995    | TJ Malešice             | LC Custodes Radotín         | LC Plzeň                    |
| 1996    | LC Custodes Radotín     | LC Plzeň                    | TJ Malešice                 |
| 1997    | TJ Malešice "A"         | LC Custodes Radotín         | LC Plzeň                    |
| 1998    | TJ Malešice             | LC Custodes Radotín         | SK Lacrosse Jižní Město     |
| 1999    | LC Custodes Radotín "A" | SK Lacrosse Jižní Město     | TJ Malešice                 |
| 2000    | SK Lacrosse Jižní Město | LC Custodes Radotín "A"     | TJ Malešice                 |
| 2001    | SK Lacrosse Jižní Město | LC Custodes Radotín "A"     | LC Custodes Radotín "B"     |
| 2002    | SK Lacrosse Jižní Město | LC Custodes Radotín "A"     | TJ Malešice                 |
| 2003    | SK Lacrosse Jižní Město | LC Custodes Radotín "A"     | TJ Malešice                 |
| 2004    | SK Lacrosse Jižní Město | LC Custodes Radotín         | TJ Malešice                 |
| 2005    | SK Lacrosse Jižní Město | LC Custodes Radotín         | TJ Malešice                 |
| 2006    | LC Custodes Radotín     | SK Lacrosse Jižní Město     | TJ Malešice                 |
| 2007    | LC Custodes Radotín     | SK Lacrosse Jižní Město     | TJ Malešice                 |
| 2008    | LC Custodes Radotín     | SK Lacrosse Jižní Město     | TJ Malešice                 |
| 2009    | LC Custodes Radotín     | TJ Malešice                 | SK Lacrosse Jižní Město     |
| 2009/10 | LC Custodes Radotín     | SK Lacrosse Jižní Město     | TJ Malešice                 |
| 2010/11 | LC Custodes Radotín     | SK Lacrosse Jižní Město     | TJ Malešice                 |
| 2011/12 | LC Custodes Radotín     | LC ForFun                   | TJ Malešice                 |
| 2012/13 | LC Custodes Radotín     | SK Lacrosse Jižní Město     | LC Pardubice                |
| 2014    | LC Custodes Radotín     | SK Lacrosse Jižní Město     | TJ Malešice                 |
| 2015    | LC Custodes Radotín     | TJ Malešice                 | SK Lacrosse Jižní Město     |
| 2016    | LC Custodes Radotín     | LC Pardubice                | SK Lacrosse Jižní Město     |
| 2017    | LC Custodes Radotín     | TJ Malešice                 | SK Lacrosse Jižní Město     |
| 2018    | LC Custodes Radotín     | SK Lacrosse Jižní Město     | LC Pardubice                |
| 2019    | LC Custodes Radotín     | LCC Wolves                  | SK Lacrosse Jižní Město     |
| 2020    | LC Custodes Radotín     | LCC Wolves                  | SK Lacrosse Jižní Město     |
| 2021    | LC Custodes Radotín     | LCC Wolves                  | SK Lacrosse Jižní Město     |
| 2022    | LCC Wolves              | TJ Malešice                 | SK Lacrosse Jižní Město     |
| 2023    | LC Custodes Radotín     | SK Lacrosse Jižní Město     | Lacrosse Zbraslav           |
| 2024    | LC Custodes Radotín     | LCC Wolves                  | Panthers Wrocław            |

## Nejlepší střelci
Nejlepším střelcem je ten hráč, který v základní části ligového ročníku nastřílí nejvíce branek.
| Ročník | Střelec       | Klub                    | Branky |
| ------ | ------------- | ----------------------- | ------ |
| 2011   | Pavel Došlý   | SK Lacrosse Jižní Město | 81     |
| 2012   | Dominik Pešek | LC Custodes Radotín     | 86     |
| 2013   | Radek Skála   | LC Custodes Radotín     | 93     |
| 2014   | Radek Skála   | LC Custodes Radotín     | 78     |
| 2015   | Pavel Došlý   | SK Lacrosse Jižní Město | 70     |
| 2016   | Dominik Pešek | LC Custodes Radotín     | 73     |
| 2017   | Dominik Pešek | LC Custodes Radotín     | 63     |
| 2018   | Dominik Pešek | LC Custodes Radotín     | 97     |
| 2019   | Dominik Pešek | LC Custodes Radotín     | 68     |
| 2020   | Dominik Pešek | LC Custodes Radotín     | 59     |
| 2021   | Tomáš Knotek  | LC Custodes Radotín     | 46     |
| 2022   | Dominik Pešek | LC Custodes Radotín     | 108    |
| 2023   | Tomáš Knotek  | LC Custodes Radotín     | 68     |
| 2024   | Dominik Pešek | LCC Wolves              | 74     |

Celkově nejlepším střelcem soutěže je Dominik Pešek, kterému se podařilo dosáhnout jak nejvyššího počtu branek v jedné sezóně (108 v NBLL ročníku 2022), tak i získat nejvíce korun pro krále střelců (v součtu celkem 8x). 

## Týmy v sezoně 2025
| Tým                         | Město   | Vznik |
| --------------------------- | ------- | ----- |
| LC Custodes Radotín "Red"   | Praha   | 1980  |
| LC Custodes Radotín "White" | Praha   | 1980  |
| SK Lacrosse Jižní Město     | Praha   | 1989  |
| Panthers Wrocław            | Wroclaw | 2020  |
| TJ Malešice                 | Praha   | 1986  |
| LC Selb                     | Selb    | 2009  |
| Lacrosse Zbraslav           | Praha   | 2013  |
| Vienna Monarchs             | Vídeň   | 2006  |
| Sokol I. Smíchov            | Praha   | 1923  |